# LGB 얼라이언스
LGB 얼라이언스(LGB Alliance)는 2019년 설립된 영국의 성소수자 이익단체다. 트랜스젠더를 성소수자에 포함시키는 스톤월 노선에 반발하여 설립되었다. LGB 얼라이언스의 강령은 “동성에게 이끌리는 것으로 스스로를 정의하는 레즈비언, 양성애자, 게이남성의 권리를 옹호하는 것”이며, 그러한 권리가 “생물학적 성(sex)과 젠더 관념을 뒤섞으려는 시도”에 의해 위협받고 있다고 인식한다. LGB 얼라이언스는 공교육에서 성별 정체성에 대해 가르치는 것과 아동의 젠더 디스포리아를 의학적으로 치료하는 것을 반대한다.
2021년 4월 잉글랜드 웨일스 자선위원회는 LGB 얼라이언스에 자선단체 지위를 허가했다. 이 허가는 영국 성소수자계에서 큰 논쟁이 되었고, 50개 성소수자 단체가 LGB 얼라이언스의 자선단체 승인을 반대하는 공개서한에 연명했다.